# Muzyka japońska
Muzyka japońska (nazwa często skracana do angielskiego zapisu J-music) – muzyka powstająca w Japonii.
Muzyka japońska obejmuje szeroki wachlarz stylów muzycznych, zarówno nowoczesnych, jak i tradycyjnych. Japonia jest drugim co do wielkości rynkiem muzycznym na świecie, którego całkowita wartość rynkowa w 2013 roku została wyceniona na ponad 3 miliardy dolarów. W 2014 roku wartość ta spadła do 2 miliardów 600 milionów dolarów, jednak nadal pozostała drugim liderem corocznego zestawienia danych dotyczącej ogólnej sprzedaży muzyki w poszczególnych krajach, tworzonego przez Międzynarodową Federację Przemysłu Fonograficznego. Tradycyjna muzyka japońska bardzo często pojawia się w różnych filmach z gatunku western, zaś lokalna w klubach karaoke, dzierżawionych przez wytwórnie muzyczne.

## Historia

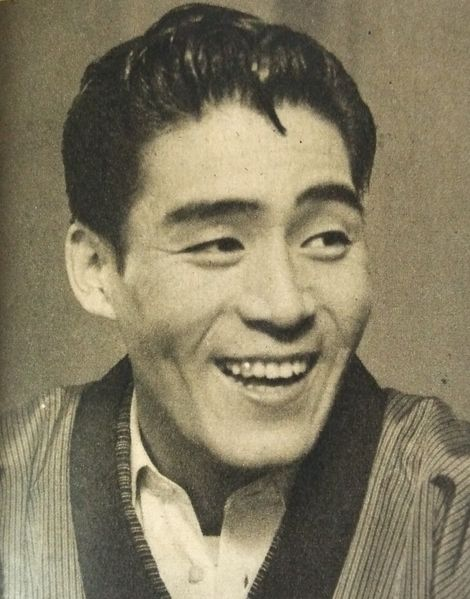
Hachirō Kasuga – pierwszy piosenkarz enka, czołowy reprezentant muzyki japońskiej

### Rdzenie muzyki
Za najstarszą formę muzyki uznaje się w Japonii trzy gatunki: shōmyō (jap. 声明 Shōmyō), buddyjski śpiew rytualny i gagaku (jap. 雅楽 Gagaku), którego początek datuje się na okresy Nara i Heian. W XIII w. wykształciły się Honkyoku (jap. 本曲), grane przez żebrzących mnichów na fletach shakuhachi (jap. 尺八 lub しゃくはち shakuhachi).

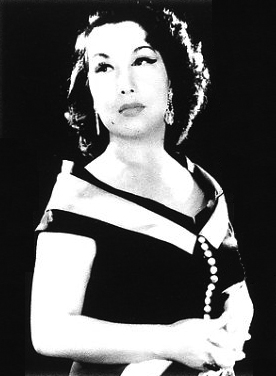
Noriko Awaya, zwana powszechnie „królową japońskiego bluesa”.

Pieśni ludowe (jap. 民謡 min’yō) przydzielane są do czterech głównych kategorii: pieśni pracy, pieśni religijnych jak na przykład sato kagura (jap. 里神楽 Sato kagura), utworów wykorzystanych na uroczystościach takich, jak: wesela, pogrzeby, festiwale matsuri, święto zmarłych o-bon (jap. お盆 o-bon, także bon), a także piosenek dla dzieci (jap. 童歌 Warabe uta). 

### Lata 30.–50. XX wieku
W latach 30. XX wieku znanym stylem muzycznym była muzyka jazzowa, która czerpała inspiracje z muzyki amerykańskiej i europejskiej. Dominowały także pieśni wojskowe (jap. 軍歌) i poezja śpiewana (jap. 都々逸 dodoitsu) rozwinięta pod koniec okresu Edo. W schyłkowej fazie lat 30. duży rozkwit osiągnął blues.
Hibari Misora i Hachirō Kasuga byli głównymi przedstawicielami muzyki enka, formy sentymentalnych ballad. Odmiana tradycyjnej muzyki japońskiej ryūkōka (jap. 流行歌 Ryūkōka) wykształciła się z popu tradycyjnego – kayōkyoku (jap. 歌謡曲 Kayōkyoku).

### Lata 60. / 70. / 80. XX wieku

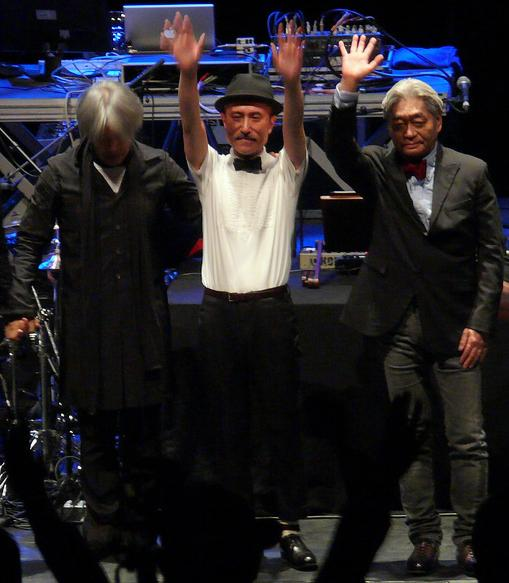
Yellow Magic Orchestra – pionierzy muzyki elektronicznej

Początki japońskiego rocka sięgają pierwszych lat 60. XX wieku, chociaż za oficjalną datę przyjmuje się 1968 rok. W latach sześćdziesiątych western rock i rock psychodeliczny wraz z subkulturą modsów został spopularyzowany przez The Rolling Stones, The Ventures i The Beatles. Popularność subkultury modsów silnie popierana przez członków The Beatles, przyczyniła się do powstania pierwotnej i kluczowej dla rozwoju całej późniejszej japońskiej muzyki popularnej, odmiany japońskiego rocka – Group Sounds (jap. グループ・サウンズ Group Sounds). Gatunek ten był wymieszaniem muzyki rockowej z kayōkyoku. Jego rozwój trwał przez całe dziesięciolecie – od lat 60. do lat 70. XX wieku. Stanowi do czasów współczesnych podstawę tworzenia wszystkich współczesnych, jak i dawnych rodzajów japońskiego rocka. The Beatles byli pierwszymi, a zarazem najpopularniejszymi muzykami tworzącymi muzykę z nurtu western rocka.
Popularnymi gatunkami w latach 70. XX wieku była muzyka nowofalowa i rock progresywny. Oba gatunki zostały zainicjowane w Japonii przez brytyjską grupę rockową Deep Purple i amerykańską grupę hardrockową Van Halen.
W owym czasie wykształciły się także gatunki takie jak muzyka klubowa i electropop, wywodzące się bezpośrednio od muzyki techno.
Jedynym zespołem japońskim, któremu udało się zaistnieć w latach 70. poza granicami Japonii to kobiecy duet muzyczny Pink Lady, który wykonywał muzykę disco, jednakże zrezygnował z dalszej kariery po zaledwie kilku latach. Pink Lady zarobiły ponad 100 milionów dolarów (w tym między innymi 35 milionów dolarów na reklamach w amerykańskiej telewizji oraz 25 milionów na sprzedaży swoich płyt) i są jedynymi japońskimi artystami w historii, którym udało się osiągnąć sukces komercyjny o dużej skali w Stanach Zjednoczonych. Ilość sprzedanych albumów duetu jest trudna do oszacowania, poza paroma singlami i poszczególnymi albumami, co wzbudza podejrzenia amerykańskich mediów, w tym magazynu Billboard o podanie nierzetelnych informacji do wiadomości publicznej w celu wypromowania grupy. Tygodnik jako pierwszy w 1979 roku w swojej rubryce zamieścił informację, iż zespół zarobił ponad 72 miliony dolarów na sprzedaży płyt, co zbagatelizował rok później, pisząc że agencja piosenkarek nie była szczera, mówiąc że zarobiły ponad 40 milionów dolarów na samych singlach.
Popularną formą do dziś jest muzyka elektroniczna. Za jej pioniera w japońskim przemyśle rozrywkowym uważa się zespół Yellow Magic Orchestra, działający na scenie od 1977 roku. W pierwszej połowie lat 70. rozpowszechnił się rock elektroniczny, którego pierwszym przedstawicielem w Japonii był kompozytor Isao Tomita. Jako pierwszy w historii japońskiej muzyki w albumie Electric Samurai: Switched on Rock z 1972 roku wymieszał muzykę elektroniczną z rockiem i popem.
W latach 80. XX wieku wykształcił się system identyfikacji wizualnej zwany visual kei. Jedną z pierwszych grup rockowych w latach 60. był zespół Happy End, wykonujący folk rocka i rocka awangardowego. W 1982 roku nastała moda na heavy metal za sprawą muzyków wchodzących w skład grupy X-Japan, która dotychczas sprzedała najwięcej albumów i singli spośród wszystkich japońskich zespołów metalowych w historii i zaliczana jest do pionierów nurtu visual kei. Wywarli bardzo silny wpływ na twórczość wielu japońskich zespołów wykonujących muzykę z pogranicza punku, rocka alternatywnego i hard rocka w latach 90. XX wieku i pierwszego dziesięciolecia XXI wieku. Największy sukces komercyjny w historii japońskiej muzyki osiągnął duet muzyczny B’z, wykonujący muzykę z pogranicza hard rocka, który jest jedną z najlepiej sprzedających się grup na świecie z liczbą ponad 80 milionów sprzedanych egzemplarzy płyt w Japonii od początku ich działalności w latach 80.

### Od lat 90. XX wieku
Ze względu na ciągle zmieniającą się modę w muzyce japońskiej, niewielu artystom udaje się tam utrzymać na dłużej popularność, niemniej jednak istnieje grupa muzyków utrzymujących status gwiazd w Japonii. Jednymi z najbardziej znanych, popowych piosenkarek w Japonii są: Ayumi Hamasaki, Namie Amuro i Hikaru Utada. Od kilku lat popularny jest girls band AKB48. Największym uznaniem w Japonii cieszą się zespoły rockowe: L’Arc-en-Ciel, Glay, Southern All Stars, Mr. Children.

## Muzyka popularna

### Anison
Anison (jap. アニソン), skrót od anime song (jap. アニメソング) – termin, którym określa się w japońskim przemyśle muzycznym piosenki wykorzystywane w anime, jak np. piosenki przewodnie z czołówek i zakończeń (OP – opening; ED – ending), użyte w odcinku „insert song” (jap. 挿入歌 Sōnyū uta) lub inne piosenki (jak m.in. „image song” (jap. イメージソング)) związane ogólnie z animacją. Anison jest czasami używany jako określenie zbiorowe obejmujące inne związane z subkulturą gatunki muzyki, jak np. muzyka z gier oraz Vocaloid, i jest czasami określany jako „A-Pop”.